# Molophilus benesignatus
Molophilus benesignatus là một loài ruồi trong họ Limoniidae. Chúng phân bố ở miền Australasia.